# Асиялан
Асиялан (также - Аси-Ялань, редко по произношению — Асиялань, варианты транскрипции Асниялан, Ась-Елань (баш. Әсеялан, Асыялан) — деревня в Ишимбайском районе Башкортостана, входит в состав Иткуловского сельсовета.

## Географическое положение
Расположена у берегов реки Селеук, в труднодоступной горно-лесистой части района.
Расстояние до:
- районного центра (Ишимбай): 40 км,
- центра сельсовета (Верхнеиткулово): 15 км,
- ближайшей ж/д станции (Салават): 55 км.

## История
Основана между 1896 и 1906 годами как хутор в Азнаевской волости. Название переводится с башкирского как «Кислая поляна». В 1920 году отмечалось как кочевье.
До начала 1930-х здесь пасли скот.
Первые жители — кулаки и враги народа. Заключённые местной тюрьмы занимались лесозаготовками и сплавом леса по реке Селеук до Стерлитамака. В тюрьму этапировали заключенных, отбывших половину срока в тюрьмах Уфы.
В 1930 годы здесь был создан совхоз № 12 ОГПУ. В 1938 году совхоз переименован в совхоз № 2 НКВД.
Он считался пригородным хозяйством Уфимского торга, снабжавшего органы безопасности и моторостроительный завод.

## Население
| 2002 | 2009 | 2010 |
| ---- | ---- | ---- |
| 45   | ↗46  | ↘44  |

## Экономика
Развит туризм.